# 謝爾夫教堂

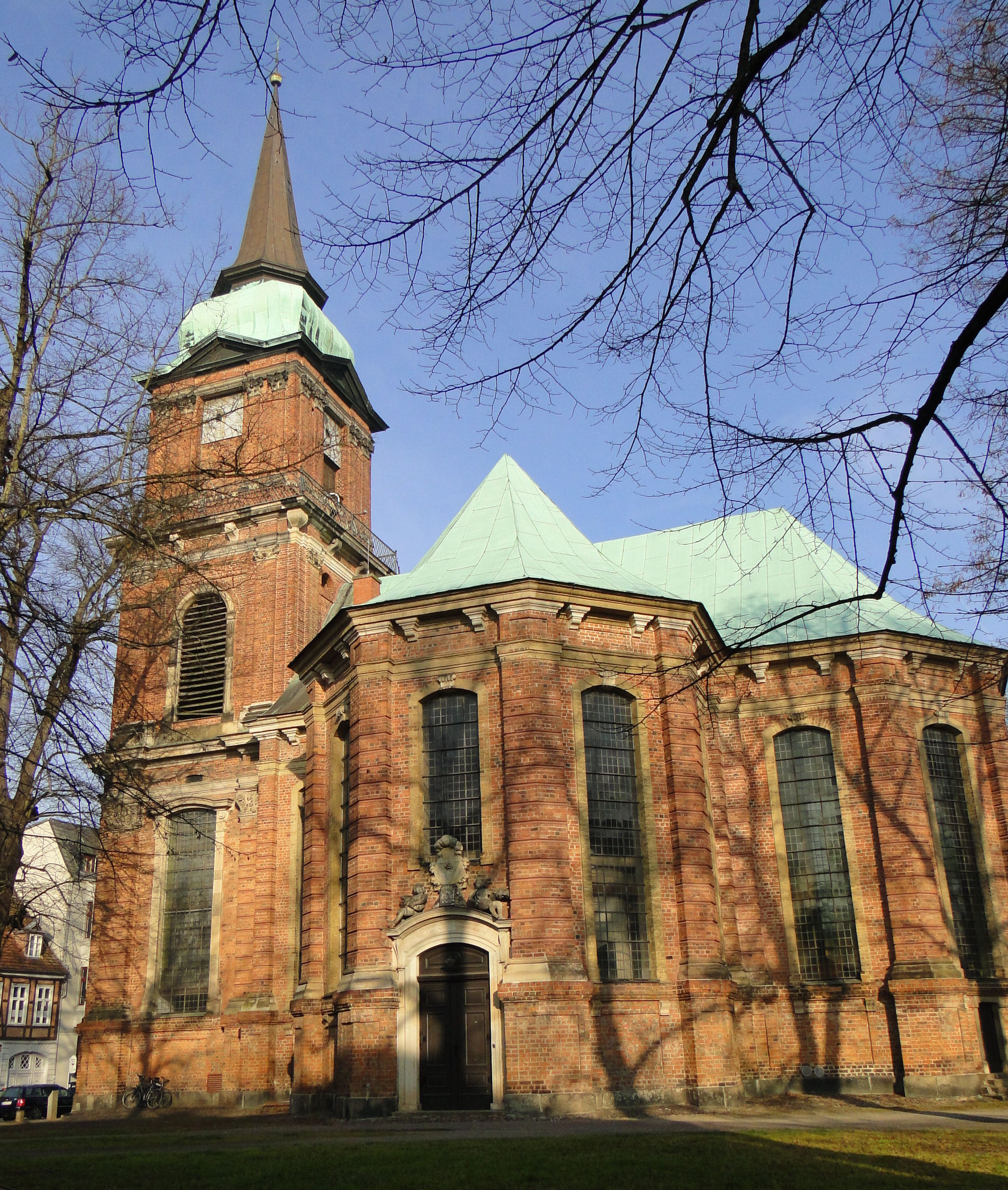

53°37′57″N 11°25′4″E / 53.63250°N 11.41778°E
謝爾夫教堂（德語：Schelfkirche St. Nikolai）是位於德國城市詩威林的一座路德宗的教堂。謝爾夫教堂始建於1238年，重建於1713年。謝爾夫教堂是巴洛克式建築。